# Thumbs.db
O thumbs.db é um ficheiro oculto criado pelo sistema operacional Windows, e contém as imagens que você visualiza no modo Exibir, Miniaturas, do Windows Explorer. 
A remoção do ficheiro não é suficiente para apagar o ficheiro permanentemente, uma vez que ele é criado novamente. Para desativar a criação do ficheiro é necessário entrar no Windows Explorer, menu Ferramentas, Opções de Pasta, guia Modo de Exibição e selecionar a opção "Não armazenar miniaturas em cache". 
Na versão Vista estes ficheiros são criados numa directoria especial para o efeito, por oposição ao sistema antigo de um ficheiro por cada directoria com conteúdo multimédia.